# E-girls
E-girls (por vezes estilizado como E-Girls ou e-girls) foi um grupo feminino coletivo japonês formado em 2011. A partir de 2017, sua formação é composta por onze integrantes; oito das quais são membros atuais dos grupos Happiness e Flower. Além disso, três integrantes originais foram adicionadas como parte do grupo. O E-girls pertence a gravadora Rhythm Zone, e é gerenciado pela LDH e Avex Trax. Criado como um ato irmão do grupo masculino Exile (e de onde vem seu nome: Exile Girls), o grupo estreou com seu single "Celebration" (2011). Depois de uma série de gravações promocionais, o E-girls lançou seu primeiro álbum, Lesson 1 dois anos depois. Em 2013, o single "Gomennasai no Kissing You" catapultou o grupo para o sucesso comercial, vendendo mais de cem mil unidades, e seu álbum principal, Colorful Pop (2014), foi recebido com críticas positivas e alta performance no Oricon Albums Chart.
Com diversos membros saindo do grupo, o E-girls lançou seu terceiro álbum, E.G. Time (2015), que viu uma mudança em sua direção musical e entregas vocais. Neste mesmo ano, a LDH anunciou mudanças em sua formação, o que resultou na ausência de algumas integrantes em seus singles "Anniversary !!" e "Dance Dance Dance". No ano seguinte, o grupo iniciou lançando a coletânea E.G. Smile: E-girls Best (2016), além disso, anunciou seus projetos E.G. Pop e E.G. Cool com os singles "E.G. Summer Rider", "Pink Champagne" e "Go! Go! Let's Go!". Em janeiro de 2017, o grupo lançou E.G. Crazy, seu quarto álbum de estúdio. 
O E-girls iniciou sua carreira como um grupo de ídolo japonês, mas se ramificou e concebeu uma variedade de diferentes atrativos e culturas à medida que sua carreira foi progredindo, se tornando um dos grupos femininos mais proeminentes da indústria musical japonesa. Além disso, seu estilo musical, começando com um suave J-pop e dance music, começou a se expandir conforme os álbuns do grupo foram sendo lançados. Desde sua estreia, três subunidades foram formadas por integrantes selecionadas do E-girls, e exploraram tanto a música quanto a moda.

## Integrantes
Composto por onze integrantes, o E-girls contém oito integrantes que também fazem parte dos grupos Happiness e Flower:

### Happiness
| Nome                                  | Data e local de nascimento                   | Posição                                    |
| ------------------------------------- | -------------------------------------------- | ------------------------------------------ |
| SAYAKA (長友 さやか, Nagatomo Sayaka) | 20 de setembro de 1995 (29 anos) em Miyazaki | Performer                                  |
| Kaede (土橋 楓, Dobashi Kaede)        | 11 de janeiro de 1996 (29 anos) em Kanagawa  | Performer                                  |
| YURINO (鈴木 結莉乃, Suzuki Yurino)   | 6 de fevereiro de 1996 (29 anos) em Miyazaki | Vocalista e performer                      |
| Karen Fujii (藤井 夏恋)               | 16 de julho de 1996 (28 anos) em Osaka       | Vocalista, performer e sublíder do E-girls |
| Anna Suda (須田 アンナ)               | 12 de outubro de 1997 (27 anos) em Tóquio    | Vocalista e performer                      |

### Flower
| Nome                     | Data e local de nascimento                | Posição                         |
| ------------------------ | ----------------------------------------- | ------------------------------- |
| Reina Washio (鷲尾 伶菜) | 20 de janeiro de 1994 (31 anos) em Saga   | Vocalista                       |
| Nozomi Bando (坂東 希)   | 4 de setembro de 1997 (27 anos) em Tóquio | Performer                       |
| Harumi Sato (佐藤 晴美)  | 8 de junho de 1995 (29 anos) em Yamagata  | Performer e 2ª líder do E-girls |

### Integrantes originais do E-girls
| Nome                           | Data e local de nascimento              | Posição               |
| ------------------------------ | --------------------------------------- | --------------------- |
| Anna Ishii (石井 杏奈)         | 11 de julho de 1998 (26 anos) em Tóquio | Performer             |
| Nonoka Yamaguchi (山口 乃々華) | 8 de março de 1998 (27 anos) em Saitama | Performer             |
| Yuzuna Takebe (武部 柚那)      | 17 de junho de 1998 (26 anos) em Hyogo  | Vocalista e performer |

### Ex-integrantes
| Nome                                 | Data de Nascimento     | Notas                                       |
| ------------------------------------ | ---------------------- | ------------------------------------------- |
| Risa Ikuta (生田 梨沙)               | 27 de agosto de 1992   | Performer, ex-E-girls, ex-Rabbits           |
| Marina Watanabe (渡邉 真梨奈)        | 24 de novembro de 1992 | Vocalista, ex-E-girls, ex-Rabbits           |
| Rio Inagaki (稲垣 莉生)              | 17 de setembro de 1998 | Performer, ex-E-girls, ex-Bunnies           |
| Misato Hagio (萩尾 美聖)             | 22 de novembro de 1998 | Performer, ex-E-girls, ex-Rabbits           |
| Kyoka Takeda (武田 杏香)             | 22 de janeiro de 1999  | Performer, ex-bunny                         |
| Momoka Nakajima (中嶋 桃花)          | 29 de abril de 2000    | Performer, ex-E-girls, ex-Bunnies           |
| Sayaka Yamamoto (山本 さやか)        | 19 de setembro de 1987 | Vocalista, ex-Dream                         |
| Mimu (日置美夢, Hioki Mimu)          | 30 de dezembro de 1995 | Performer, ex-Happiness                     |
| Runa Yamamoto (山本 月)              | 21 de novembro de 1997 | Performer, ex-bunny                         |
| Vats Mira (ヴァッツ 美良)            | 6 de março de 1999     | Performer, ex-bunny                         |
| Miyuu Oishi (大石 美優)              | 10 de novembro de 1997 | Performer, ex-bunny, ex-Rabbits             |
| Mizuki Hanayama (花山 瑞貴)          | 27 de janeiro de 1999  | Performer, ex-bunny, ex-Bunnies, ex-Rabbits |
| Reina Kizu (木津 玲奈)               | 2 de outubro de 1994   | Performer, ex-EGD                           |
| Erina Mizuno (水野 絵梨奈)           | 8 de fevereiro de 1993 | 1ª Líder do Flower, Performer               |
| Mayu Sugieda (杉枝真結)              | 1 de fevereiro de 1996 | Vocalista, ex-Happiness                     |
| Kyoka Ichiki (市來杏香)              | 4 de janeiro de 1997   | Vocalista, ex-Flower                        |
| Chiharu Muto (武藤千春)              | 3 de abril de 1995     | Vocalista, ex-Flower                        |
| Erie (阿部 絵里恵, Abe Erie)         | 3 de setembro de 1987  | Vocalista, DJ, ex-Dream                     |
| Aya (高本 彩, Takamoto Aya)          | 16 de julho de 1987    | Vocalista, 1ª líder do E-girls, ex-Dream    |
| Shizuka (西田 静香, Nishida Shizuka) | 6 de março de 1988     | Vocalista, ex-Dream, ex-DEP                 |
| Ami (中島 麻未, Nakashima Ami)       | 11 de maio de 1988     | Vocalista, líder do Dream                   |
| Miyuu (有磯 実結, Ariiso Miyū)       | 16 de agosto de 1996   | Líder do Happiness, Performer               |
| Ruri Kawamoto (川本 璃)              | 12 de abril de 1996    | Vocalista, Happiness, ex-bunny              |
| Shuuka Fujii (藤井 萩花)             | 14 de outubro de 1994  | Performer, ex-Flower, ex-ShuuKaRen          |
| Manami Shigetome (重留 真波)         | 11 de dezembro de 1994 | 2ª Líder do Flower, Performer               |
| Mio Nakajima (中島 美央)             | 20 de novembro de 1993 | Performer, Flower                           |